# دوبرگی
دوبرگی (نام علمی: Neottia ovata) نام یک گونه از سرده دوبرگی است.